# The Hollywood Flames
The Hollywood Flames was een Amerikaanse r&b-zanggroep uit de jaren 1950.

## Bezetting
- Bobby Byrd (leadzang)
- David Ford[3]
- Curlee Dinkins[4]
- Gaynel Hodge[5]
- Curtis Williams[6]
- Earl Nelson[7]
- Eddie Williams[8]
- Prentice Moreland[9]
- Ray Brewster[10]

## Geschiedenis
De groep werd opgericht in 1949 in Watts als The Flames tijdens een talentenjacht, waar leden van verschillende highschoolbands samen kwamen. De oorspronkelijke leden waren Bobby Byrd (leadzang), David Ford, Curlee Dinkins en Willie Ray Rockwell. Rockwell werd soms vervangen door Clyde Tillis en Ford was soms leadzanger. Hun eerste betaalde optreden was in de Barrelhouse Club van Johnny Otis. Hun eerste opname was in 1950 voor Selective Records en het daaropvolgende jaar als The Hollywood Four Flames, brachten ze Tabarin uit (geschreven door Murry Wilson, de vader van The Beach Boys). Later namen ze de andere Wilson-song I'll Hide My Tears op.
Over de jaren nam de groep onder verschillende namen voor meer dan 19 verschillende labels op, inclusief Aladdin Records en Specialty Records. Alhoewel ze jarenlang geen grote hits hadden, waren ze een succesvolle plaatselijke act in het gebied rond Los Angeles. De groep had ook een reeks personele wijzigingen: Rockwell werd vervangen door Gaynel Hodge en voor een korte periode werd Dinkins vervangen door Curtis Williams. Hodge en Williams (en Jesse Belvin) waren de co-writers van Earth Angel van The Penguins. In 1953 publiceerden ze de sketch voor de song I Know bij Swing Time Records. 
In 1954 werd de groep veelal gevraagd als The Hollywood Flames, maar ze namen ook op als The Turks, The Jets en The Sounds. David Ford en Gaynel Hodge namen op met Jesse Belvin en Hodges broer Alex als The Tangiers, voordat Hodge The Hollywood Flames verliet in 1955 om een nieuwe versie te formeren van The Turks. Hij werd vervangen door Earl Nelson, die eerder had opgenomen met Byrd als The Voices en later vormde hij met Byrd het duo Bob & Earl.
In 1957 tekende de groep met Byrd, Ford, Dinkins en Nelson bij Class Records, waar Byrd Bobby Day werd genoemd. De groep nam op onder de naam The Hollywood Flames, als Bobby Day & the Satellites en als Earl Nelson & the Pelicans. In juli 1957 namen Bobby Day & the Satellites de song Little Bitty Pretty One op, die meer succesvol werd gecoverd door Thurston Harris. Later in dat jaar brachten The Hollywood Flames, met Nelson als leadzanger, Buzz-Buzz-Buzz uit, dat een 5e plaats bereikte in de r&b-hitlijst en een 11e plaats in de pophitlijst.
Byrd verliet daarna The Hollywood Flames, maar ging verder met het uitbrengen van singles, eerst als Bobby Day & the Satellites en daarna als soloartiest. Zijn grootste succes had hij in 1958 met Rockin' Robin. In augustus 1958 trad de groep op in het Apollo Theater, als onderdeel van de Dr. Jive-show. Anderen bij deze show waren Larry Williams, The Cadillacs, Little Anthony & the Imperials, The Skyliners, Frankie Lymon, the Clintonian Cubs en Eugene Church.
Hierna verliet Curtis Williams de groep. De nieuwe leden in 1958 werden Eddie Williams (tenor en oprichter van The Aladdins) en Ray Brewster (bariton, ex-Penguins). Dan vertrok de groep naar New York, na zich te hebben verzekerd van een contract bij Atlantic Records' zustermaatschappij Atco Records.
In december 1959 hadden ze hun eerste Atco-publicatie Every Day, Every Way / If I Thought You Needed Me. Atco organiseerde voor de groep een optreden in het Apollo Theater om de song te promoten. Anderen in de show waren Lloyd Price, Tarheel Slim & Little Ann en The Five Keys.  Ze waren weer terug in het theater in februari 1960 voor een andere Dr. Jive-show. Deze keer deelden ze het podium met Johnny Nash, The Flamingos, Nappy Brown, Tiny Topsy, The Centurians, Eugene Church, Barrett Strong, Jean Sampson en The Fidelitys.
In april 1960 bracht Atco Ball and Chain uit, begeleid door Earl Nelson. I Found a Boy werd gezongen door Eddie Williams en een onbekende zangeres, die dit ene nummer opnam met de groep. Tijdens dezelfde sessie werden ook Devil Or Angel en Do You Ever Think of Me opgenomen.
The Hollywood Flames maakten de plaat Gee / Yes They Do (maart 1961) voor Chess Records. In 1962 verliet Ray de groep en werd leadzanger van The Cadillacs uit New York. De groep ging verder met opnemen voor meerdere jaren, met een wisselende bezetting, uitgezonderd David Ford, die de groep trouw bleef. De laatste variant van de groep splitste zich af rond 1967. Earl Nelson, ook bekend als Jackie Lee, overleed op 12 juli 2008.

## Discografie

### Singles
Opgenomen in Hollywood
- 1952:	Young Girl / The Glory of Love

Decca Records
- 1954:	Peggy / Ooh La La

Ebb Records
- 1957:	Buzz-Buzz-Buzz / Crazy
- 1958:	Strollin' on the Beach / Frankenstein's Den
- 1958: A Little Bird / Give Me Back My Heart
- 1958: Chains of Love / Let's Talk It Over
- 1959:	I'll Be Seeing You / Just for You
- 1959: Much Too Much / In the Dark
- 1959: So Good / There Is Something on Your Mind

Atco Records
- 1959: Every Day, Every Way (I'll Always Be in Love with You) / If I Thought You Needed Me
- 1960:	Ball and Chain / I Found a Boy
- 1960: Devil or Angel / Do You Ever Think of Me
- 1960: My Heart's on Fire / Money Honey

Chess Records
- 1961:	Gee / Yes They Do

Goldie Records
- 1962:	Elizabeth / Believe in Me

Vee-Jay Records
- 1963:	Drop Me a Line / Letter to My Love (Goodnight)

Symbol Records
- 1965:	Dance Senorita / Annie Don't Love Me No More
- 1966:	I'm Coming Home / I'm Gonna Stand by You